# ローラ・B99/50
ローラ・B99/50は、1999年にローラ・カーズが開発したフォーミュラカー。本項では姉妹車であるローラ・B99/51についても述べる。

## 歴史
1999年シーズンから国際F3000選手権に採用されたワンメイク車両。2001年までの3シーズンで使用された後、ローラ・B02/50に置き換えられた。またB99/50と基本設計をほぼ同一としたB99/51が1999年にフォーミュラ・ニッポンに導入されたが（エンジンは無限・MF308を搭載した）、ライバルであるレイナードに比べ戦闘力で圧倒的に劣り、同年限りで姿を消した。
その後、2002年からユーロ3000選手権に導入された。2004年まで独占的に使用され、2005年からローラ・B02/50となった。また古いシャーシを使用する参加者のために、2005年はライトクラスが設定された。2005年と2006年には3000Proシリーズでも使用された。
現在、後継モデルのローラ・B02/50とともに、イタリアおよびヨーロッパのヒルクライム スピードレースで使用されている。イタリアのメーカーオゼッラの、FA30などと競った。

## 技術仕様

### シャーシ
フレームは、ローラ・カーズによってカーボンファイバーで設計、製造された。

### エンジン
エンジンはザイテック・エンジニアリングによって製造された。排気量 2,997cm3のV型8気筒は、最大出力 470馬力を発生する。
- 構成：90°V8
- 排気量：2.997 cc
- バルブ：32個
- エンジンマネジメント：ザイテック
- インジェクション：ザイテック
- スパークプラグ：NGK
- 最大トルク：6,900 rpm（380 N m）
- 最大出力：470 bhp

### その他のデータ
車のホイールベースは3,000 mm、幅1,476 mm（フロント）および1,411 mm（リア）。総重量は575キロ。

### サスペンション
フロントとリアのサスペンションはプッシュロッドタイプのダブルウィッシュボーン式で、上下Aアームで構成されている。